# Екологія Донеччини

Забруднення лісосмуги. м. Макіївка. 2011 р.

Екологічну ситуацію в Донецькій області можна визначити як кризову, що формувалася впродовж тривалого періоду через нехтування об'єктивними законами розвитку та відтворення природно-ресурсного комплексу України.
Впродовж десятиліть відбувалися структурні деформації народного господарства, коли перевага надавалася розвитку сировинно-видобувних, енергогенеруючій, металургійній, хімічній та іншим найбільш екологічно небезпечним галузям промисловості. В поєднанні з недостатністю правових та економічних механізмів захисту природного середовища, низькою забезпеченістю та ефективністю захисних споруд, а також з низьким рівнем екологічної свідомості суспільства — все це призвело до небезпечного екологічного стану у Донецькій області.
В незалежній Україні на державному рівні визнано, що необхідно здійснювати таку політику в сфері охорони довкілля, яка б забезпечувала сталий розвиток з екологічного погляду, ефективне зниження та попередження негативних впливів на довкілля. У структурі ж промислового потенціалу Донецького регіону 78% припадає на екологічно небезпечні галузі виробництва — металургійну (42%), видобувну (16%), виробництво електроенергії (11%), хімічну, нафтохімічну промисловість та виробництво коксу (9%).

## Динаміка забруднення
Рівень шкідливих викидів в атмосферу дещо зменшився в 1990-х роках: якщо в 1990 році обсяг промислових викидів в атмосферу підприємствами області склав 2, 5 млн тонн шкідливих речовин, то в 1996 році — вже 1, 88 млн т, що пов'язане, в першу чергу, зі скороченням промислового виробництва області.
Динаміка викидів виглядає таким чином:
- 1985 — 3 205, 2 тис. т (або 26, 4% загальноукраїнського обсягу забруднень);
- 1990 — 2 500, 0 тис. т;
- 1992 — 2 379, 3 тис. т (або 27, 6%);
- 1994 — 2 093, 1 тис. т (або 33, 8%);
- 1996 — 1 882, 6 тис. т (або 39, 5%);
- 1998 — 1 561, 0 тис. т (або 37, 6%);
- 1999 — 1 588, 2 тис. т (або 38, 6%);
- 2000 — 1 589, 9 тис. т (або 40, 2%);
- 2001 — 1 588, 7 тис. т (або 39, 2%).

## Стан навколишнього природного середовища області
На Донеччині працює 800 великих і середніх промислових підприємств. Спеціалізація їх — гірничовидобувна, металургійна, хімічна промисловість, ТЕС, важке машинобудування. Це обумовлює велике техногенне навантаження на біосферу. По суті, воно найбільше в Україні та Європі і є загрозливим для довкілля та здоров'я населення.
Атмосферне повітря. Об'єм викидів, які забруднюють атмосферу, в Донецькій області вдвічі більший, ніж у Дніпропетровській, в 3,5 разу — ніж у Луганській, в 7 разів — ніж у Запорізькій і в 12,1 — ніж у Харківській областях. Щорічно в області стаціонарними джерелами викидається близько 1,6 млн т небезпечних речовин (більше 38% від загальних викидів по Україні). В цілому по області викиди у розрахунку на квадратний кілометр території становлять 61,8 т. У розрахунку на одну особу області викиди шкідливих речовин від стаціонарних джерел склали 352,5 кг на рік. У багатьох промислових містах та сільських районах рівень викидів на одного мешканця перевищує середньообласний у декілька разів.
У 2009 році за даними Держкомстату про кількість шкідливих викидів перше місце в Україні також утримувала Донецька область з результатом у 1,5 мільйона тонн, з яких 1,3 мільйона тонн забезпечили стаціонарні джерела. Друге місце в Україні серед найзабрудненіших міст посідає місто Маріуполь, шосте місце — Курахове, сьоме місце — Дебальцеве, 10 місце — Новий Світ Старобешівського району.
Водні ресурси. У Донецькій області близько 240 малих і середніх річок. При цьому водозабезпеченість природним річковим стоком на одного мешканця області в 5 разів менша, ніж у середньому в Україні. У абсолютних цифрах загальний забір води з усіх джерел склав по Донецькій області в кінці XX ст. близько 2600 млн м3. У той же час об'єм стічних вод — понад 1750 млн м3, з яких майже 1000 млн м3 недостатньо очищених та зовсім не очищених. Це 25% таких стічних вод по Україні. Так як стік річок в основному здійснюється у Азовське море, то забрудненість річок обумовлює забрудненість моря.
Відходи. У кінці XX ст. на Донеччині близько 40 млн тонн токсичних відходів, які зокрема містять арсен, свинець, ртуть, кадмій, нікель, нафтопродукти, відходи гальванічних та коксохімічних виробництв та інші. Загалом на Донеччині накопичено близько 4 млрд промислових та 400 млн м3 побутових відходів (25% від усіх по Україні).
Земельні ресурси. Земельний фонд Донецької області на 01.01.99 р. становить 2651,7 тис. га. З них близько 80% площ зайнято сільськогосподарськими землями. Вміст гумусу за останні 15 років зменшився на 0,35%. Донецька область має 68% еродованих земель. Промислові підприємства порушили близько ЗО тис.га сільськогосподарських угідь. У кінці XX ст. рекультивації підлягають 5 тис.га.
Найбільшого забруднення зазнає верхній шар літосфери — ґрунт. Це пов'язано з розсіюванням у приземному прошарку атмосфери аеральних емісій промислових підприємств, що містять різноманітні екотоксиканти. Характерними для Донецького регіону є важкі метали, фториди, сірководень та ін. Під дією цих сполук детоксикуючий потенціал ґрунтів у техногенно напружених регіонах суттєво зменшується і створюються умови для перенесення забруднюючих речовин з ґрунту в рослини сільськогосподарських культур.
Забруднення ґрунту, та відповідно сільськогосподарських культур, становить значну небезпеку для людини та інших живих організмів, тому що накопичені в рослинах важкі метали включаються в харчові ланцюги і з продуктами харчування потрапляють в шлунково-кишковий тракт людини.
Щорічні спостереження за еколого-агрохімічним станом ґрунтів області проводяться центром «Облдержродючість» шляхом локальних досліджень на контрольних ділянках.
На жаль, сільськогосподарські підприємства не приділяють достатньої уваги вивченню якісного стану ґрунтів з метою планування і організації раціонального і, в результаті, економічно вигідного використання ґрунтів та їх охорони.
З важких металів, сполуки яких найбільше забруднюють ґрунти, можна виділити такі: мідь, цинк, свинець, кадмій, ртуть.
Мінеральні ресурси. Донеччина має близько 700 родовищ 50 видів корисних копалин. З них експлуатується 300 близько 20 видів корисних копалин. Найінтенсивніше розробляються вугілля, кам'яна сіль, флюсові вапняки, вогнетривкі і тугоплавкі глини. У зв'язку з реструктуризацією вугільної промисловості України з 1990-х років гостро постали екологічні проблеми,  пов'язані з закриттям шахт.

## Природно-заповідний фонд
Природа Донеччини надзвичайно цікава й унікальна, проте загалом сильно видозмінена господарською діяльністю людини. Особливо цінні природні комплекси збереглися наше на периферії Донеччина. Зокрема,
- на півночі існують мало займані природні комплекси Придінців'я і створено низку заповідних об'єктів вищого рангу — НПП «Святі Гори», ПЗ «Крейдяна Флора»; тут ще можна зустріти ріднісних представників флори і фауни Придінців'я;
- на сході Донеччини, де на відрогах Донецького Кряжу розташований однойменний РЛП «Донецький кряж»
- на азовських косах, зокрема Кривій Косі, же розташований РЛП «Меотида»; тут відомі найбільші гніздові й зимівельні скупчення коловодних птахів регіону.

загальний перелік територій і об'єктів ПЗФ наступний:

### Заповідники
На території Донецької області діють чотири з п'яти відділень Українського степового природного заповідника НАН України:
- «Хомутовський степ»,
- «Кам'яні Могили»,
- «Крейдова флора»,
- «Кальміуський»

а також 10 заповідних об'єктів нижчих рангів (переважно заказники):
- «Великоанадольський» (лісовий),
- «Білосарайська коса» (ландшафтний),
- «Бердянський» (лісовий),
- «Гектова балка» (ландшафтний),
- «Приазовський чапельник» (орнітологічний),
- «Бакаї Кривої коси» (орнітологічний),
- «Єланчанські бакаї» (орнітологічний),
- «Новосілківський» (ентомологічний),
- «Старомихайлівський» (ентомологічний),
- «Круглик» (ентомологічний).

### Національні природні парки
- «Святі Гори»,
- «Меотида».

### Ботанічні сади
- Донецький ботанічний сад НАН України.

### Регіональні ландшафтні парки
- «Донецький кряж»,
- «Зуївський»,
- «Клебан-бик»,
- «Меотида»,
- «Половецький степ».

### Ботанічні пам'ятники природи
- «Балка Гірка»,
- «Урочище Грабове»,
- «Маяцька дача»,
- «Урочище Василівка»,
- «Урочище Ліс на граніті».

### Зоологічні парки
- Докучаєвський зоопарк,
- Донецький міський акваріум.

## Флора, фауна
З найцікавіших видів, що формують вершини рейтингів раритетної флори і раритетної фауни, важливо відмітити:
- ссавця хохулю руську (Desmana moschata)
- плазуна гадюку степову (Vipera renardi)
- жука цератофія багаторогого (Ceratophius polyceros)